# Mary Quant
Phu nhân Barbara Mary Quant, Bà Plunket Greene hay còn gọi là Mary Quant (sinh ngày 11 tháng 2 năm 1930 – mất ngày 13 tháng 4 năm 2023) là nhà thiết kế thời trang người xứ Wales và là một biểu tượng thời trang nước Anh. Bà qua đời tại nhà riêng ở Surrey vào ngày 13 tháng 4 năm 2023, hưởng thọ 93 tuổi. Dù còn nhiều quan điểm nhưng thế giới công nhận Mary Quant là tác giả của loại trang phục váy ngắn, khi bà là người đầu tiên đưa nó đến với công chúng, khiến trang phục này trở nên phổ biến, để phái đẹp có thể thoải mái diện váy ngắn trên đường phố. Một số nhà thiết kế đã được ghi nhận là người phát minh ra váy ngắn những năm 1960, đáng chú ý nhất là nhà thiết kế Mary Quant ở London và André Courrèges người Paris. Bà Quant được cho là đã đặt tên cho chiếc váy theo tên hãng xe yêu thích của bà tên là Mini. Nhờ vị thế của bà Quant tại trung tâm của thời trang Luân Đôn, váy ngắn đã có thể lan rộng từ một kiểu thời trang đường phố đơn giản thành một xu hướng quốc tế lớn, không chỉ có giá trị thẩm mỹ đáng kể mà còn có giá trị chính trị đáng kể.